# وتيد مطوي
الوتيد المطوي (الاسم العلمي: Paxillus involutus) هو نوع من الفطريات يتبع جنس الوتيد من الفصيلة الوتيدية. ينتشر بمختلف أنحاء نصف الكرة الأرضية الشمالي. استُقْدِمَ هذا الفطر خطأً إلى أستراليا ونيوزيلاندا وأمريكا الجنوبية، حيث نقل غالباً مع تربة النباتات الأوروبية التي شُحِنَت إلى تلك الأنحاء. ينمو جسم الوتيد المطوي حتى ارتفاع الستة سنتيمترات، ولونه يميل إلى البني عموماً، وأما رأسها فله شكل قمعٍ بعرض يصل حتى 12 سنتيمتراً، وذو حوافٍّ منثنية فيها زوائد خيشومية [الإنجليزية]. لكن على الرغم من امتلاك فطر الباكسيلوس لهذه الزوائد، إلا أنه في الواقع أكثر صلةً بالبوليطيات من الفطريات الخيشومية النموذجية. أول من وصف هذا النوع كان العالم الفرنسي جين بيير بيلارد في عام 1785، وأما من أعطاه تسميته الثنائية الحديثة فقد كان السويدي إلياس ماغنوس فرايز. تشير دراسات علم الوراثة الحديثة إلى أن الوتيد المطوي قد يكون في الحقيقة مجموعةً من عدَّة أنواعٍ مختلفة، لا نوعاً واحداً فحسب.
يشيع هذا الفطر في الغابات والأحراش الصنوبرية والنفضية المعتدلة، في خلال نهاية الصيف وفصل الخريف. لدى الوتيد المطوي علاقات جذرية فطرية مع عددٍ كبيرٍ من أنواع الأشجار، حيث يتكافل معهم في منفعة متبادلة، فيقلّل هو من تضرُّر الأشجار بالفلزات الثقيلة ويحميها من الآفات مثل فورازيوم أوكسيسبوروم [الإنجليزية]، فيما تمدُّه هي بالغذاء. كان هذا الفطر طبقاً معتاداً بأوروبا الشرقية والوسطى في ما مضى، لكن اكتشف لاحقاً أنه فطر سام، وقد تسبَّب عام 1944 بموت عالم الفطريات الألماني جوليوس شافر نتيجة سُمِّيته (وهي الوفاة الوحيدة المعروفة في تاريخ علماء الفطريات التي سبَّبها فطر سام). ومن المعروف حالياً عنه أن يسبب آلاماً في المعدة عند أكله حافاً، كما اكتشف حديثاً أن له أضراراً على المناعة الذاتية قد تظهر بشكل مفاجئ، حتى ولو كان المصاب يأكل الفطر قبلها لسنواتٍ دون أية أعراض. حيث يصيب مستضد بالفطر جهاز المناعة البشري ليهاجم خلايا الدم الحمراء. ومن التداعيات الخطرة التي قد يسببها أكل الفطر الصدمة والقصور الكلوي وتوقف التنفس والتخثر المنتثر داخل الأوعية الدموية.